# Риихилахти, Аки
Аки Пасинпойка Риихилахти (фин. Aki Pasinpoika Riihilahti, родился 9 сентября 1976 года в Хельсинки) — финский футболист, игравший на позиции опорного полузащитника, действующий исполнительный директор финского футбольного клуба ХИК.

## Клубная карьера
Воспитанник школы клуба ХИК, дебютировал в его составе в чемпионате Финляндии в 1995 году. Шестикратный чемпион страны в составе ХИК (1997, 2009, 2010, 2011), трёхкратный обладатель Кубка Финляндии, трёхкратный обладатель Кубка Лиги. Сыграл важнейшую роль в первом и пока единственном выходе финского клуба в групповой этап Лиги чемпионов УЕФА 1998/1999. После сезона 1998/1999 перешёл в норвежский клуб «Волеренга», в составе которого сыграл в чемпионате Норвегии два сезона.
В 2001 году Риихилахти перешёл в английский клуб «Кристал Пэлас» и стал любимцем фанатов. В сезоне 2004/2005 над воротами стадиона Селхёрст-Парк был установлен большой финский флаг с надписью AKI 15 как дань уважения со стороны фанатов. Из-за травм он не смог помочь команде устоять в Премьер-Лиге и вернуться после выбывания в Чемпионшип. Тем не менее, Риихилахти был включён в Зал Славы клуба как рекордсмен среди финских футболистов по числу игр за этот клуб.
Летом 2006 года Риихилахти заключил однолетний контракт с немецким «Кайзерслаутерном», в июне 2007 года заключил на два с половиной года контракт со стокгольмским «Юргорденом». 31 июля 2009 года вернулся в ХИК, где играл до 2011 года и помог клубу пять раз подряд выиграть чемпионат страны. В 2010 году выступил в Кубке Содружества. 29 октября 2011 года провёл свою 100-ю игру за клуб, отметившись голом в последней встрече сезона против «Хаки» (победа 5:2), а по окончании сезона завершил карьеру. Позже был играющим тренером клуба «Клуби 04», с декабря 2013 года стал исполнительным директором ХИК. Член исполнительного совета Ассоциации европейских клубов.

## Карьера в сборной
Риихилахти дебютировал 5 февраля 1998 года в сборной Финляндии матчем против Кипра. Всего в его активе 69 матчей и 11 голов.

## Вне спорта
Риихилахти публиковался неоднократно в газетах The Times и Iltalehti.

## Достижения

### ХИК
- Чемпион Финляндии: 1997, 2009, 2010, 2011
- Обладатель Кубка Финляндии: 1996, 1998, 2011
- Обладатель Кубка лиги: 1996, 1997, 1998

### Кристал Пэлас
- Победитель плей-офф Первого дивизиона Футбольной лиги Англии: 2004